# Loïs Beekhuizen
Loïs Sara Beekhuizen (Den Haag, 23 februari 2004) is een Nederlandse actrice en zangeres. 

## Biografie
Beekhuizen debuteerde op 11-jarige leeftijd als actrice in de tv-serie Kasper en de Kerstengelen. Ze speelde in deze serie de rol van de blinde zus van hoofdpersoon Kasper. Een jaar later volgden rollen in Lost in the Game (tv-serie) en Hoe het zo kwam dat de Ramenlapper Hoogtevrees Kreeg (korte film).
Beekhuizen deed in 2016 mee aan The Voice Kids, maar kwam niet verder dan de Blind Auditions. In 2017 vormde ze samen met Luana Khelashvili en Manou Jue Cardoso een meidengroep genaamd DREAMZ en deed mee aan het Junior Songfestival. Het trio haalde de finale niet.
In 2018 deed ze mee aan de Nederlandse jeugdserie De Eindmusical waar ze de rol van Merel speelde.
In 2020 was Beekhuizen te zien in Goede tijden, slechte tijden als pestkop Milou.

## Filmografie
| Film/serie                                           | Personage     | Jaartal | Opmerkingen    |
| ---------------------------------------------------- | ------------- | ------- | -------------- |
| Kasper en de Kerstengelen                            | Loes          | 2015    | Televisieserie |
| Lost in the Game                                     | De Helpster   | 2016    | Televisieserie |
| Hoe het zo kwam dat de Ramenlapper Hoogtevrees Kreeg | Jenny         | 2016    | Korte film     |
| De Eindmusical                                       | Merel         | 2018    | Televisieserie |
| Goede tijden, slechte tijden                         | Milou Mensink | 2020    | Televisieserie |